# كين جونسون (لاعب كرة قدم أمريكية)
كين جونسون (بالإنجليزية: Ken Johnson)‏ هو لاعب كرة قدم أمريكية أمريكي، ولد في 12 فبراير 1947 في مدينة اندرسون في الولايات المتحدة.

## وصلات خارجية
- كين جونسون على موقع كلية كرة السلة في سبورتس رفرنس.كوم (الإنجليزية)
- كين جونسون على موقع مرجع كرة القدم المحترفة.كوم (الإنجليزية)